# Stanisław Stopa
Stanisław Zbigniew Stopa (ur. 10 sierpnia 1914 w Nowym Sączu, zm. 21 listopada 1997) – polski geolog, profesor zwyczajny doktor inżynier nauk technicznych w zakresie geologii.

## Życiorys

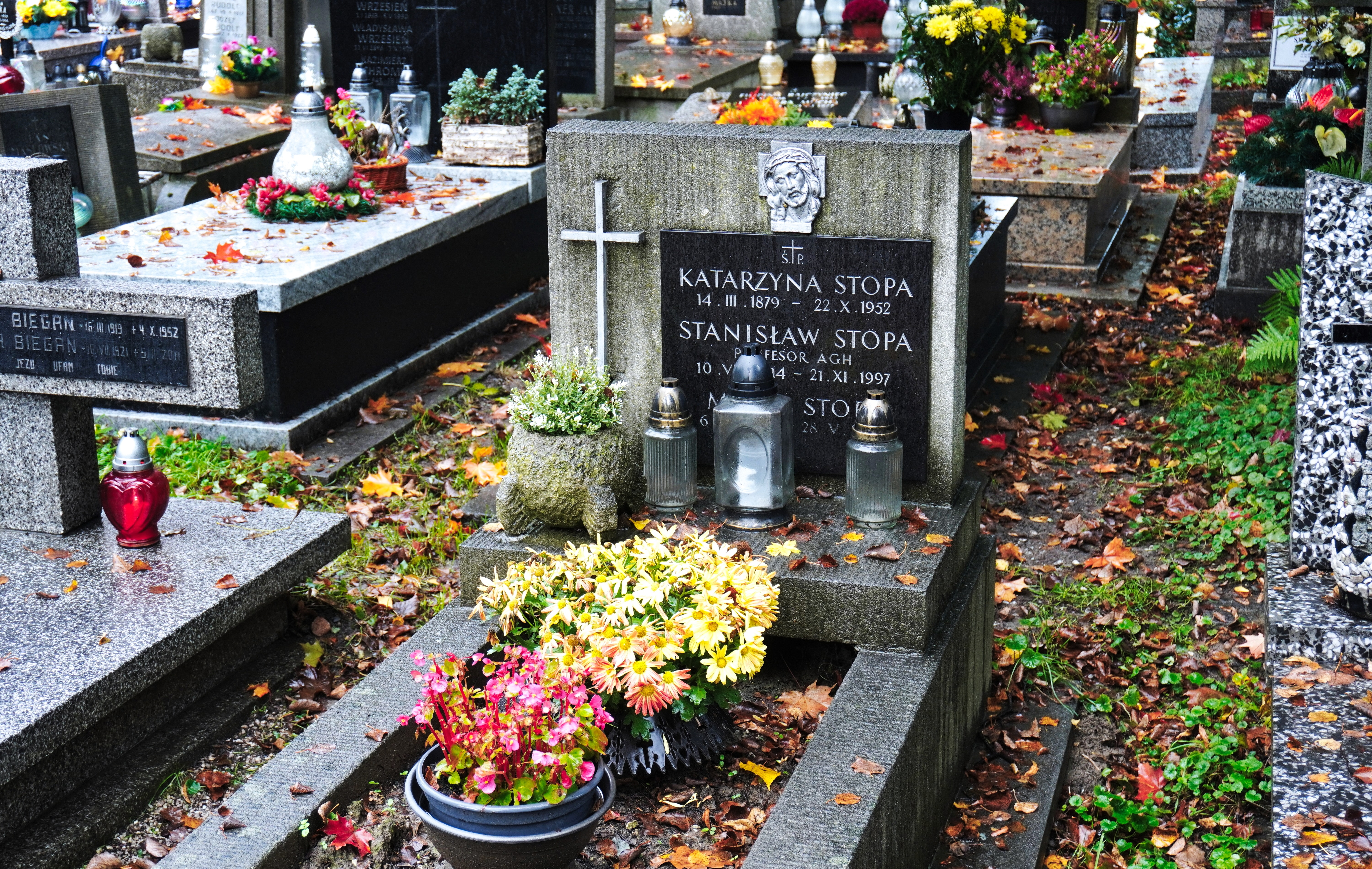
Grób prof. Stanisława Stopy na Cmentarzu Rakowickim w Krakowie

Syn Franciszka i Katarzyny z domu Szczur.
W 1935 uzyskał absolutorium na Wydziale Górniczym Akademii Górniczo-Hutniczej w Krakowie, rok wcześniej został zastępcą asystenta, a następnie asystentem. Podczas II wojny światowej pracował w różnych przedsiębiorstwach na terenie Krakowa. Po zakończeniu wojny powrócił na stanowisko asystenta w Katedrze Paleontologii, w 1945 uzyskał tytuł magistra inżyniera górniczego. W 1946 został adiunktem i rozpoczął prowadzenie wykładów na Wydziale Geologiczno-Mierniczym. W 1948 wyjechał na dwuletnie studia do Francji i Belgii, studiował geologię węgla i paleontologię w Instytucie Węglowym w Lille i Szkole Górniczej w Paryżu oraz w Muzeum Przyrodniczym w Brukseli. W latach 1950–1952 zastępcą kierownika działu geologicznego Głównego Instytutu Górnictwa w Katowicach i wykładowcą geologii historycznej i paleontologii na Wydziale Górniczym Politechniki Śląskiej. W 1953 został zastępcą profesora i kierownikiem Zakładu Geologii Złóż Węgla w Katedrze Złóż Węgla AGH, w 1954 objął funkcję docenta. W latach 1958–1960 i 1962-1964 był prodziekanem Wydziału. W 1959 objął stanowisko kierownika Katedry Złóż węgli i zajmował je do 1969, a po reorganizacji Wydziału Geologiczno-Poszukiwawczego stał na czele Zakładu Złóż Węgla Kamiennego. W 1963 uzyskał tytuł profesora nadzwyczajnego, w 1974 profesora zwyczajnego. W 1984 przeszedł na emeryturę.
Został pochowany na cmentarzu Rakowickim w Krakowie (kwatera XXVIIIb, rząd 8, miejsce 7).

## Praca naukowa
Prof. Stanisław Stopa w pierwszym okresie kariery naukowej prowadził badania paleobotaniczne i fitostratygraficzne dotyczące utworów westfalu i górnego marmuru w Górnośląskim Zagłębiu Węglowym. Następnie prowadząc badania stratygraficzne i surowcowo-geologiczne opracował profil warstw porębskich oraz zbadał pod względem geologicznym poziom iłu montmorylonitowego w okolicach Bytomia. Ponadto wielokrotnie podejmował problem wyrzutów gazów i skał występujący w Dolnośląskim Zagłębiu Węglowym. Prowadził badania budowy geologicznej różnych rejonów Górnośląskiego Zagłębia Węglowego, ich wynikiem było opracowanie tektoniczne obszaru Zabrze-Chorzów-Bytom. Do stałych tematów badawczych należała geneza węgla i klasyfikacja formacji węglonośnych, ich efektem było powstanie oryginalnej antrakogenetycznej klasyfikacji formacji węglonośnych. Metodycznie prowadził studia nad identyfikacją pokładów węgla. Podczas IV Międzynarodowego Kongresu Geologii i Stratygrafii w Heerlen zaproponował, aby nazwą dla europejskiego podsystemu dolnokarbońskiego był termin silez (fr. Silésien, ang. Silesian, pol. dawniej też sylezjen), propozycja została zaakceptowana przez komisję międzynarodową. Dorobek naukowy prof. Stanisława Stopy obejmuje ponad 70 monografii, artykułów naukowych oraz komunikatów. Jest on autorem skryptu na temat torfów i torfowisk oraz rozdziału na temat karbonu w Słowniku Stratygraficznym. Przez wiele lat przewodniczył Komisji Nauk Geologicznych Oddziału PAN w Krakowie, był członkiem SITG-NOT. Współorganizator, sekretarz, wicepzewodniczący, a następnie członek honorowy Stowarzyszenia Wychowanków AGH.

## Odznaczenia
- Srebrny Krzyż Zasługi (1951)[4],
- Złoty Krzyż Zasługi,
- Krzyż Kawalerski Orderu Odrodzenia Polski,
- Krzyż Oficerski Orderu Odrodzenia Polski,
- Medal Komisji Edukacji Narodowej,
- Nagroda zbiorowa Ministra Górnictwa i Energetyki,
- Srebrna i złota odznaka honorowa NOT,
- Odznaka honorowa Krakowskiego Oddziału SITG